# 1936년 동계 올림픽 오스트레일리아 선수단
1936년 동계 올림픽 오스트레일리아 선수단은 독일 가르미슈파르텐키르헨에서 개최된 1936년 동계 올림픽에 참가한 올림픽 오스트레일리아 선수단이다. 1명의 선수가 1개 종목에 참가하였다.

## 스피드 스케이팅

### 남자
| 선수      | 종목  | 결선   | 결선 |
| 선수      | 종목  | 기록   | 순위 |
| --------- | ----- | ------ | ---- |
| 켄 케네디 | 500m  | 47.4   | 29   |
| 켄 케네디 | 1500m | 2:31.8 | 33   |
| 켄 케네디 | 5000m | 9:48.9 | 33   |

## 참고 자료
- (독일어) (ed.) Peter von le Fort (1936). 《IV. Olympische Winterspiele 1936 Amtlicher Bericht》 (PDF). Reichssportverlag. 2007년 8월 9일에 원본 문서 (PDF)에서 보존된 문서. 2008년 6월 10일에 확인함.
- (영어) “Olympic Medal Winners”. 국제 올림픽 위원회. 2008년 6월 10일에 확인함.
- (영어) “Australia at the 1936 Garmisch-Partenkirchen Winter Games”. sports-reference.com. 2012년 12월 7일에 원본 문서에서 보존된 문서. 2011년 8월 18일에 확인함.